# 雷馬斯 (喬治亞州)
雷馬斯（英語：Remus）是位於美國喬治亞州保爾丁縣的一個非建制地區。該地的面積和人口皆未知。

## 地理
雷馬斯的座標為33°59′10″N 84°53′35″W / 33.98611°N 84.89306°W，而該地的平均海拔高度為281米（即922英尺）。